# Адольф Піллер

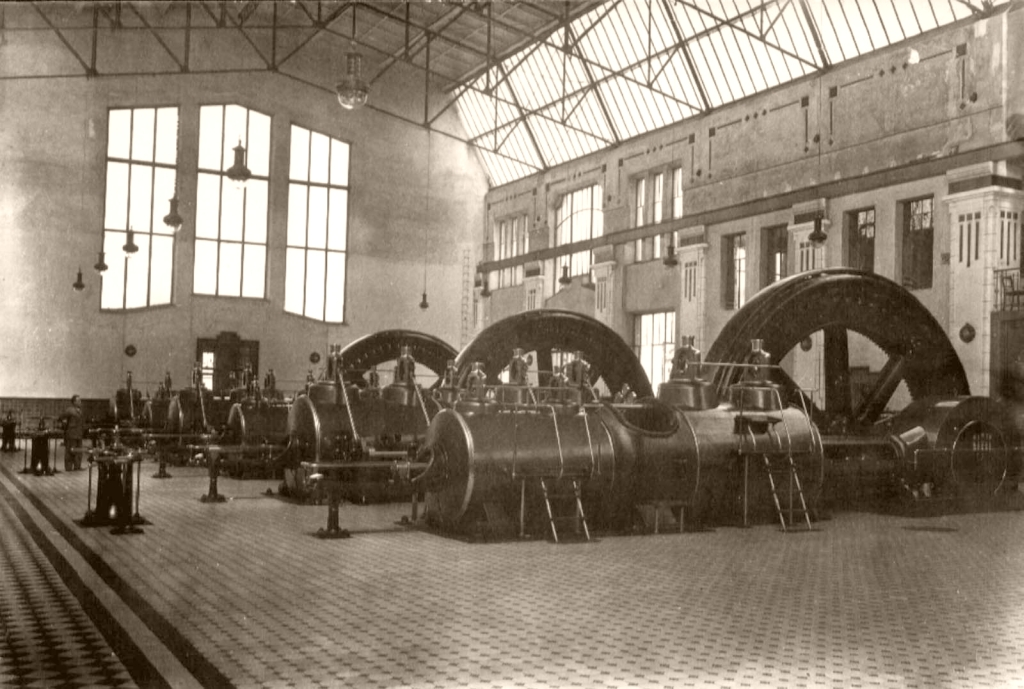
Інтер'єр електростанції на Персенківці у Львові

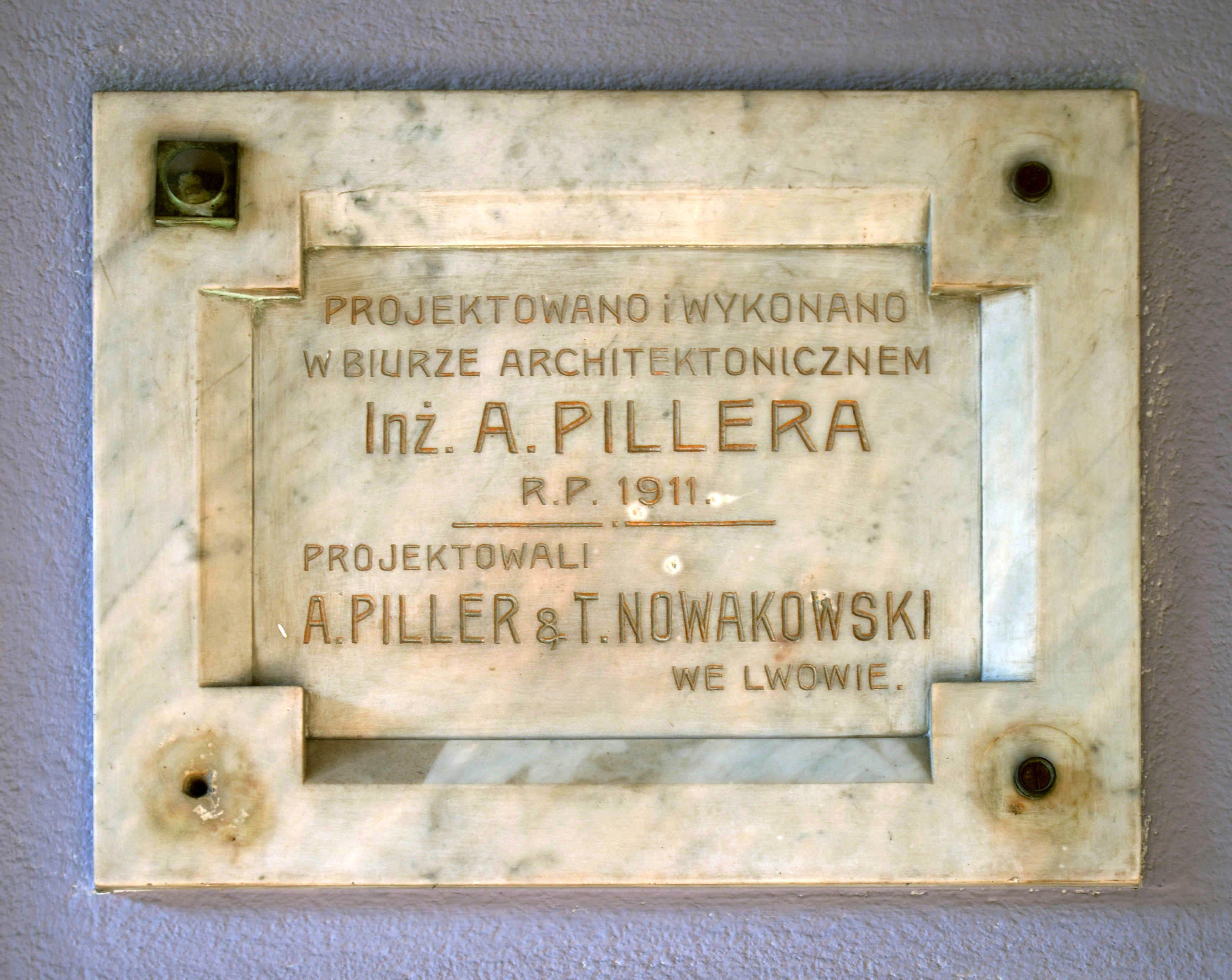
Таблиця фірми Піллера у будинку на вул. Театральній, 6 у Львові

Адольф Еміль Піллер (Adolf Emil Piller, 5 жовтня 1877 — 23 березня 1951) — польський архітектор, підприємець. Працював у Львові та Познані.

## Біографія
Народився у Львові в родині друкаря Корнелія й Адольфіни із Сенницьких. 1895 року закінчив середню школу у Львові, а 1901 — Львівську політехніку. Продовжив навчання в Політехніці Карлсруе, а згодом — у Мюнхенській академії мистецтв. Диплом інженера-архітектора отримав 1903 року. Працював у Львові, де заснував проєктно-будівельну фірму. 1908 року став членом львівського Політехнічного товариства. 1910 року експонував проєкти прибуткових будинків на виставці польських архітекторів у Львові. Взяв участь у Першій світовій війні, а згодом у Польсько-українській війні. Директор публічних робіт у Кельцях у 1919—1922 роках. Від 1924 року професор Державної будівельної школи у Познані. Мешкав на вулиці Кльоновича.

## Роботи
- Міська народна виділова школа імені Яна ІІІ Собеського (нині львівська середня загальноосвітня школа № 87 імені Ірини Калинець) у стилі ретроспективного модерну на вулиці Замарстинівській, 11 у Львові. 1903—1904 роки. Співавтор Міхал Лужецький[4].
- Ймовірне співавторство у будинку № 4 на вулиці Грицька Чубая у Львові. Споруджений у 1905—1906 роках фірмою Івана Левинського, архітектор, імовірно, Тадей Обмінський[5].
- Електростанція на Персенківці у Львові, збудована у стилі сецесії. З водогінною вежею у стилізованих середньовічних формах. Проєкт Адольфа Піллера від 1907 року. Споруджувала фірма Альфреда та Казимира-Норберта Каменобродських у 1907—1908 роках[6].
- Колишня «Грюнвальдська бурса» на вул. Й. Сліпого, 33 у Львові. Співавтор Альфред Захаревич, споруджувалась у 1909—1910 роках[7].
- Ймовірне авторство будинків № 3 і 5 на вулиці Бандери у Львові. 1910 рік[8].
- Дім Кароля Климовича на вулиці Франка, 37 у Львові. 1910—1911 роки[9].
- Дім Зофії Лясоцької на вулиці Театральній, 6. Проєкт виконав 1909 року Тадеуш Новаковський, працюючи у фірмі Івана Левинського. Наступного року, під час реалізації дещо змінений Піллером[10].
- Житловий будинок на вулиці Сербській, 13 у Львові. 1911 рік[11].
- Будинок Ірени Скалковської на вулиці Єфремова, 51 у Львові. 1910—1911 роки.[12]
- Будинки на вулиці Свєнціцького 9-11-11а. 1911 рік.[13]
- Вілла у стилі пізнього модерну на вулиці Тарнавського, 86 у Львові. 1910—1912 роки[14].
- Житловий будинок із приміщенням для друкарні на першому поверсі, вулиця Пекарська, 11. 1911—1912 роки. Проєкт Станіслава Бардзького[12].
- Реконструкція Віденської кав'ярні на площі Підкови у Львові (1912)[15].
- Первинний проєкт житлових будинків на вулиці Лесі Українки, 13-15 у Львові (1912). Згодом перероблений Зигмунтом Шмукером[16].
- Академічний дім ім. Анджея Потоцького на вулиці Йосипа Сліпого, 7 у Львові. 1911—1912 роки[7].
- Вілла у стилі пізнього модерну на вулиці Тарнавського, 83 у Львові. 1913 рік[14].
- Житлові будинки на вулиці Хмельницького 5, 7, 9 у Львові. 1913 рік[17].
- Будинок на вулиці Князя Романа, 4 у Львові. 1912—1913 роки. Проєкт В. Бардзького[12].
- Проєкт забудови невеликими віллами території колишнього фільварку Красучин. Тепер відома під назвою «Новий Львів». 1910—1914 роки, співавтори Фердинанд Касслер, Александер Остен[18].
- Готель «Асторія» на вулиці Городоцькій, 15 у Львові. 1912—1914. Проєкт Тадеуша Гартеля, виконаний у фірмі Піллера[19].
- Будинок Кароля Чуджака і Людвіка Штадтмюллера на вулиці Князя Романа, 6 у Львові. 1912—1914 роки. Співавтор Роман Фельпель. Інтер'єри завершено 1918 року. Поєднує елементи постісторизму і югендштилю. Скульптурне оздоблення Станіслава-Ришарда Пліхаля[20].
- Будівля фабрики на вулиці Городоцькій, 17 у Львові. 1914 рік. Проєкт, імовірно, Тадеуша Гартеля, виконаний у фірмі Піллера[21].
- Власний будинок Адольфа Піллера на вулиці Тарнавського, 104 у Львові(1924)[22]
- Будівля гімназії імені А. Міцкевича у Познані.
- Будівля Державної аграрної школи в Познані.
- Проєкт вокзалу в Боншині.
- Будинок військового командування у Познані (не пізніше 1933)[23].
- Проєкт будинку «Скарбової палати» в Кельцях (до 1923)[24].